# Funérailles de Victor Hugo

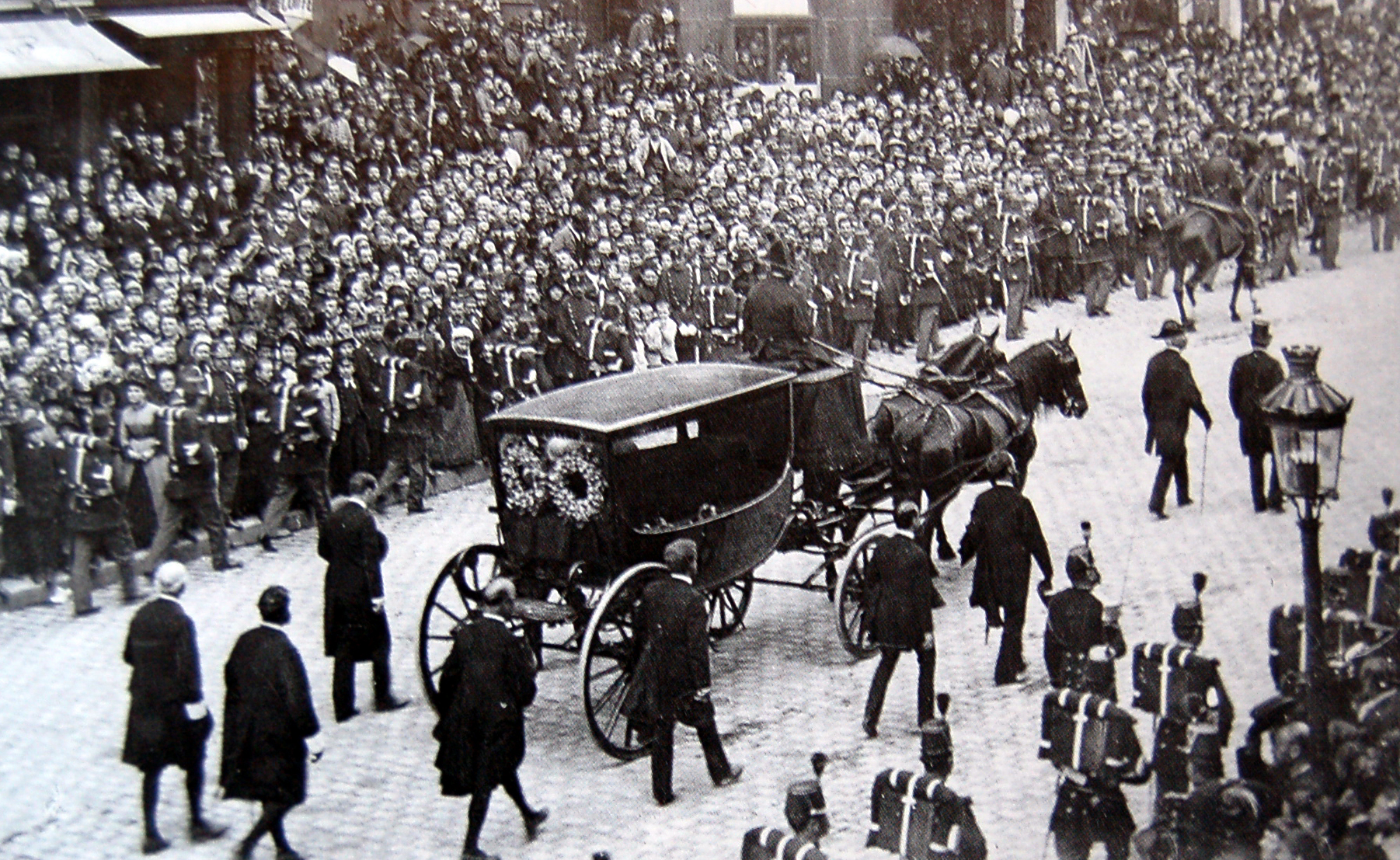
La foule réunie sur le passage du cortège

L'écrivain français Victor Hugo est mort à Paris le 22 mai 1885, âgé de 83 ans. Ses funérailles, qui ont rassemblé 3 millions de personnes, ont eu lieu le 1er juin, après que son cercueil a été exposé une nuit sous l'arc de triomphe de l'Étoile. Dix-neuf orateurs ont prononcé des discours, les autorités publiques s'exprimant à l'Arc de triomphe et les représentants de l'art et de l'étranger au Panthéon, où Victor Hugo a été inhumé.
Dans son testament, il spécifiait : « Je donne cinquante mille francs aux pauvres. Je désire être porté au cimetière dans leur corbillard. Je refuse l’oraison de toutes les églises ; je demande une prière à toutes les âmes. Je crois en Dieu. »

## Victor Hugo, icône républicaine
En 1885, Victor Hugo incarne à double titre l'image du Grand Homme, à la fois « une personnalité profondément démocratique, dont le seul titre à la grandeur était le service humblement rendu à l'humanité, citoyen et père de famille » et héros romantique et solitaire, opposant obstiné au Second Empire depuis son exil de Guernesey. Sa longévité l'a par ailleurs fait entrer « vivant dans l'immortalité », lui donnant « la figure absolue du grand-père », et la consécration des manuels scolaires, dans une France où l'instruction primaire s'est démocratisée.
Selon la presse de l'époque, l'annonce de la mort du poète donne lieu à des manifestations de deuil populaire : « Des ouvriers se découvrirent respectueusement, des vieillards se mirent à pleurer silencieusement, des grandes dames coudoyant des femmes du peuple s'unirent à elles dans un même sentiment de désespoir. » On voit apparaître aux fenêtres des drapeaux tricolores portant un ruban de crêpe. Le samedi 23, dix-sept journaux parisiens paraissent avec un cadre noir en première page et Le Rappel (journal fondé à l'initiative de Victor Hugo) continue à porter le deuil jusqu'au jour des funérailles.

## Des obsèques nationales

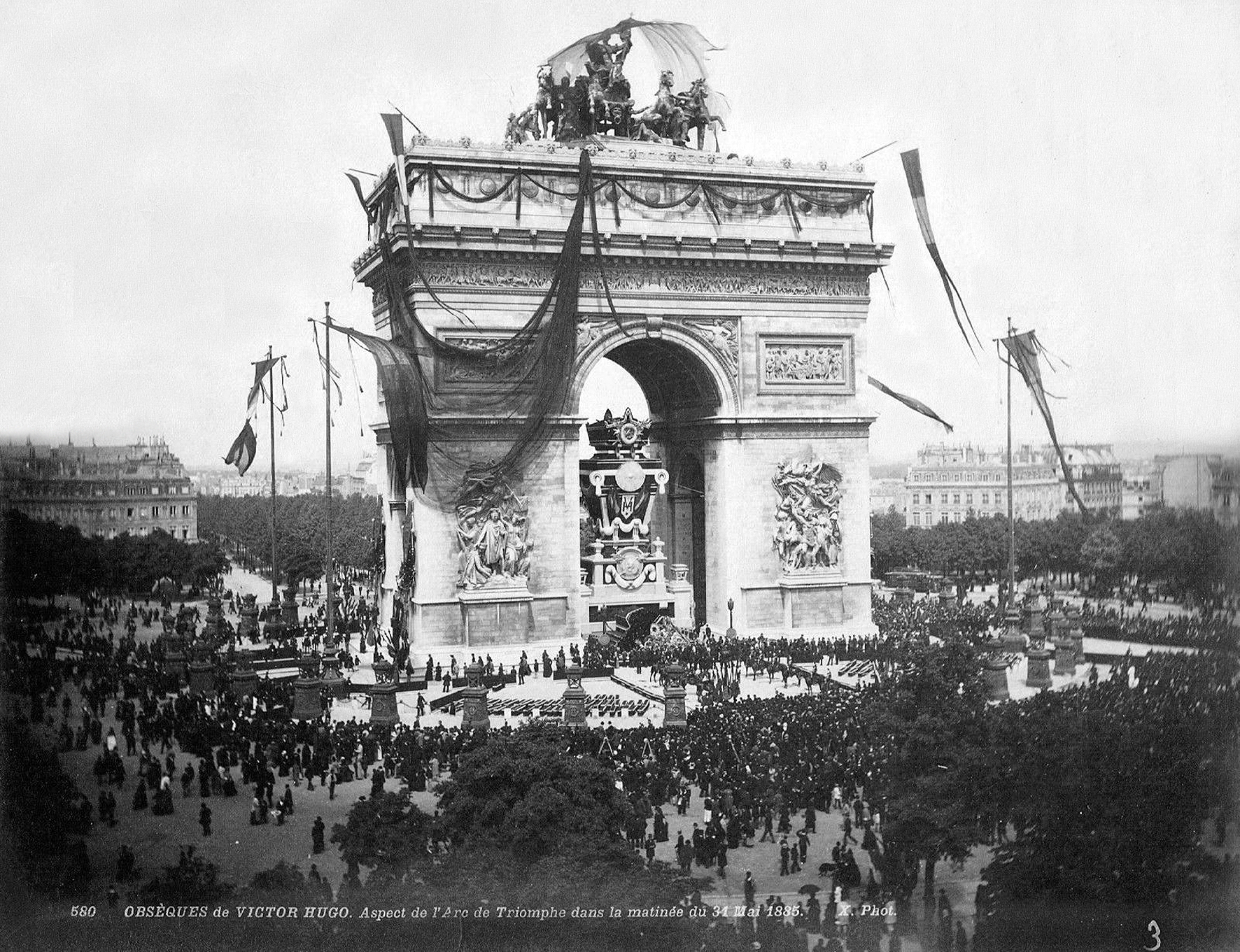
Le catafalque sous l'Arc de Triomphe de Paris

Le 24 mai 1885, la Chambre des Députés approuve l'organisation de funérailles nationales par une écrasante majorité : 415 voix sur 418 députés présents. L'inhumation était prévue dans un premier temps au cimetière du Père Lachaise, où la famille Hugo avait acheté un caveau. La proposition d'Anatole de La Forge de l'inhumer au Panthéon, que le Second Empire avait rendu au culte, donne lieu à une intense polémique. Le gouvernement se rallie à cette proposition par un décret publié dans le Journal officiel du mercredi 27 mai. C'est à la suite de ce décret que le Panthéon sera définitivement désacralisé.
Son cercueil est exposé une nuit sous l'arc de triomphe de l'Étoile, voilé de noir, et le lendemain, 1er juin 1885, la cérémonie débute à 10 h 30, avec le tir de 21 salves de canon depuis l'hôtel des Invalides. 19 orateurs prononcent des discours, les représentants de l’État et des collectivités publiques prenant la parole à l'Arc de triomphe, les représentants des organisations artistiques et étrangères au Panthéon. Le cortège, avec son cercueil dans le « corbillard des pauvres », s'ébranle à 12 h 40, pour se terminer à 18 h 20. En tête du cortège, devant le cercueil et la famille, marchent 12 jeunes poètes choisis par la famille, une délégation de Besançon, ville natale du poète, une délégation de la presse et quatre sociétés artistiques. 1 168 délégations de sociétés et cercles divers se sont inscrits pour participer au défilé. La procession descend l'avenue des Champs-Élysées, passe place de la Concorde, puis emprunte le boulevard Saint-Germain et le boulevard Saint-Michel avant de rejoindre la rue Soufflot, qui débouche sur le Panthéon.
Pour l'occasion, les écoles et les théâtres subventionnés ont été fermés, mais ce lundi 1er juin 1885 n'a pas été décrété férié. Malgré cela, une foule très nombreuse, de près de trois millions de personnes, a assisté à ces funérailles. Ce nombre fait encore à ce jour des funérailles de l'auteur un des plus importants rassemblements populaires de l'histoire de France.

## Représentations culturelles
Dans Les Déracinés (1897) de Maurice Barrès, François Sturel, l'un des personnages, passe la nuit place de l'Étoile à veiller le cercueil de Victor Hugo, puis participe aux funérailles.

« […] Un immense voile de crêpe, dont on avait essayé de tendre l’angle droit de l’Arc de Triomphe, paraissait, des Champs-Élysées, une vapeur, une petite chose déplacée sur ce colosse triomphal. La garde du corps, confiée aux enfants des bataillons scolaires, était relevée toutes les demi-heures pour qu’un plus grand nombre participassent d’un honneur capable de leur former l’âme. Ces enfants, ces crêpes flottants, ces nappes d’administrateurs épandues à l’infini et dont les vagues basses battaient la porte géante, tout semblait l’effort des pygmées voulant retenir un géant : une immense clientèle crédule qui supplie son bon génie. […] d’une extrémité à l’autre des Champs-Élysées se produisit un mouvement colossal, un souffle de tempête ; derrière l’humble corbillard, marchaient des jardins de fleurs et les pouvoirs cabotinants de la Nation, et puis la Nation elle-même, orgueilleuse et naïve, touchante et ridicule, mais si sûre de servir l’idéal ! Notre fleuve français coula ainsi de midi à six heures, entre les berges immenses faites d’un peuple entassé depuis le trottoir, sur des tables, des échelles, des échafaudages, jusqu’aux toits. Qu’un tel phénomène d’union dans l’enthousiasme, puissant comme les plus grandes scènes de la nature, ait été déterminé pour remercier un poète-prophète, un vieil homme qui, par ses utopies, exaltait les cœurs, voilà qui doit susciter les plus ardentes espérances des amis de la France. Le son grave des marches funèbres allait dans ses masses profondes saisir les âmes disposées et marquer leur destinée. Gavroche, perché sur les réverbères, regardait passer la dépouille de son père indulgent et, par lui, s’élevait à une certaine notion du respect. […] »

— Maurice Barrès
- Victor Hugo vient de mourir de Judith Perrignon, Éditions Pocket, 2015.
- Les Funérailles de Victor Hugo, de Marc Bressant, Michel de Maule, 2012.